# 特雷普林
特雷普林（德語：Treplin）是德国勃兰登堡州的市镇，隶属于梅尔基施-奥得兰县。总面积为11.35平方千米，截至2023年12月31日总人口为362人。